# XXXX (album)
| Recensione      | Giudizio        |
| --------------- | --------------- |
| AllMusic        | [ 1 ]           |
| Pitchfork Media | 7.0/10.0        |
| NME             | 8/10            |
| Artrocker       | [ senza fonte ] |

XXXX è il terzo album della band dance-punk canadese You Say Party, pubblicato il 29 settembre 2009. Si tratta dell'ultimo album pubblicato con il nome originale nonché l'ultimo album con il batterista Devon Clifford (morto nell'aprile 2010).
Oltre al titolo dell'album, la parola "XXXX" appare anche in molti dei titoli delle canzoni all'interno dell'album. In ogni canzone, le quattro X sostituiscono la parola "amore". In un'intervista rilasciata alla CBC Radio 3, la cantante della band Becky Ninkovic ha spiegato che, durante la realizzazione della copertina del primo EP della band Dansk Wad, ha voluto lasciare un "segno d'amore" personale sulla stessa e perciò ha deciso di firmarlo con quattro piccole X.
L'album è stato a lungo accreditato tra le nomination per il Polaris Music Prize 2010.

## Tracce
Lato A
1. There is XXXX (Within My Heart) – 4:39
2. Glory – 2:14
3. Dark Days – 4:46
4. Cosmic Wanship Avengers – 3:32

Lato B
1. Lonely's Lunch – 4:44
2. Make XXXX – 4:00
3. Laura Palmer's Prom – 4:44
4. She's Spoken For – 3:49
5. XXXX/Loyalty – 3:25
6. Heart of Gold – 4:08

## Produzione
- Howard Redekopp – Producer, engineer, mixer